# 姚壯憲
姚壯憲（1969年2月5日—）是台灣電腦遊戲製作人，任職於大宇資訊公司，目前擔任大宇在中国大陆的分公司軟星科技（北京）研發總監、軟星科技總經理等職務，以创造《仙剑奇侠传》和《大富翁》系列电脑游戏而著名，因此在中文电子游戏界有“仙剑之父”和“姚仙”的外号。

## 生平
姚壯憲出生於台灣東部的花蓮縣，祖籍连云港东海县，童年生活在農村，畢業於國立台北工專礦冶工程科（今國立台北科技大學材料及資源工程系）。1989年尚在台北工專就讀的姚壯憲憑著對電腦的興趣開發出電子遊戲大富翁，由大宇資訊發行。1995年夏天，時年26歲的姚壯憲主導的《仙劍奇俠傳》在臺灣正式上市，第一天就把準備好的1萬份拷貝銷售一空。一炮而紅的《仙劍奇俠傳》，也創下臺灣電子遊戲史上RPG遊戲的紀錄。
2000年姚壯憲轉調到中國大陸，帶著幾位同事到北京成立大宇資訊的子公司軟星科技。

## 作品

### 單機游戏
- 大富翁（1989年）
- 拂曉攻擊（1990年）
- 大富翁2（1992年）
- 仙劍奇俠傳（1995年）
- 大富翁3（1996年）
- 大富翁4（1998年）
- 新仙劍奇俠傳（2001年）
- 仙劍客棧（2001年）
- 仙劍奇俠傳二（2003年）
- 仙劍奇俠傳三（2003年）
- 仙劍奇俠傳三外傳·問情篇（2004年）
- 仙劍奇俠傳四（2007年）
- 仙劍奇俠傳五（2011年）
- 仙劍奇俠傳五前傳（2013年）
- 仙劍奇俠傳六（2015年）
- 仙劍奇俠傳七 (2021年)

### 衍生游戏
- 仙劍Online（2009年）
- 仙劍奇俠傳－逍遙遊（2012年）
- 新仙劍 Online（2013年）

## 外部連結
- 姚壯憲的新浪微博